# Мерино, Херонимо
Херонимо Мерино (исп. Jerónimo Merino; 1769, Вилловьядо (исп.), провинция Бургос, Испания, — 1844, Алансон, Франция) — испанский партизан, гверильяс.

## Биография
В юности пас овец своей деревни, потом был сделан священником, хотя и не имел никакого духовного образования. Когда вспыхнула испанская война за независимость, он вступил в гверильясы (1808) и скоро приобрел известность своей необузданной храбростью и жестокостью. Он хозяйничал главным образом в лесах Бургоса и Сории. К концу войны был комендантом Бургоса.
По восстановлении конституции в 1820 году он тотчас же выступил против неё и образовал собственный отряд гверильясов. Отряд этот был рассеян, и Марино бежал в женский монастырь. При вторжении французов в 1823 году он снова выступил на сцену и получил командование над Сеговией.
После смерти Фердинанда VII в 1833 году он объявил себя сторонником дона Карлоса, собрал 11000 человек и пробился с ними в окрестности Мадрида, но должен был бежать перед королевскими войсками в Португалию. В марте 1834 года он снова появился в Старой Кастилии и до 1838 года командовал карлистскими гверильясами, но в итоге был вынужден бежать во Францию, где и умер.